# Paysanne assise dans l'herbe
Paysanne assise dans l'herbe est une peinture à l'huile sur toile mesurant 38,1 × 46,2 cm réalisée en 1883 par le peintre Georges-Pierre Seurat.
Elle est conservée au Musée Solomon R. Guggenheim de New York.

## Description
Le sujet est une paysanne vêtue de bleu, assise la tête baissée au milieu d'un pré avec le soleil derrière elle. Le fort contraste chromatique entre les tons sombres du sujet et les tons clairs et ensoleillés de la pelouse, qui ont tendance à jaunir, fait ressortir la figure absorbée.